# Teatr Lalki „Tęcza” w Słupsku
Teatr Lalki „Tęcza” w Słupsku – teatr lalek w Słupsku, założony w 1946 w Tuchomiu z inicjatywy dwojga aktorów – państwa Elżbiety i Tadeusza Czaplińskich. Do 2023 roku teatr nosił nazwę Państwowy Teatr Lalki „Tęcza”.  

## Historia
Teatr założyli w Tuchomiu Elżbieta i Tadeusz Czaplińscy. Swą działalność rozpoczął bożonarodzeniowym spektaklem „Szopka Polska” (Ludwika Szczepańskiego). Początkowo funkcjonował jako rodzinny, prywatny teatr wędrowny. 25 maja 1950 roku została przez Ministerstwo kultury i sztuki zatwierdzona nazwa teatru, która brzmiała Objazdowy Teatr Lalki „Tęcza” i przyznana stała miesięczna subwencja na działalność. Pod koniec 1953 roku Gminna Rada Narodowa w Tuchomiu nakazała teatrowi wyprowadzkę z zajmowanej przez niego stałej siedziby. Kilka tygodni później teatr przeprowadził się do Brus i tam prowadził działalność do 1 września 1956 roku. Wtedy teatr otrzymał stałą siedzibę w Słupsku przy ulicy Popławskiego 3 (obecnie Sienkiewicza). Gdy w 1961 roku teatr otrzymuje propozycję przeniesienia do Koszalina, władze Słupska przyznają mu lokal przy ulicy Waryńskiego 2. 1 kwietnia 1966 roku teatr zostaje upaństwowiony, a nowym dyrektorem zostaje Julianna Całkowa.  
Duże znaczenie w rozwoju Teatru miał okres gdy teatrem zarządzali: Zofia Miklińska i Stanisław Mirecki (1969–1991), bowiem dominujący wówczas nurt przedstawień o tematyce regionalnej na kilka lat wyróżnił Tęczę z grona pozostałych krajowych teatrów lalkowych. W ciągu kilkudziesięciu lat z Teatrem współpracowało wielu wybitnych twórców, m.in. sztandarowe postaci polskiej plastyki teatralnej (Ali Bunsch, Rajmund Strzelecki, Adam Kilian), czołowi kompozytorzy (Jerzy Derfel, Krzesimir Dębski, Katarzyna Gärtner, Witold Lutosławski, Jerzy Maksymiuk, Jerzy Stachurski), reżyserzy (Jan Dorman, Janusz Galewicz, Krzysztof Rau, Wojciech Wieczorkiewicz, Stanisław Ochmański). W tym czasie Tęcza również zgromadziła wiele nagród i wyróżnień.
W marcu 2023 roku nastąpiła zmiana nazwy teatru z Państwowy Teatr Lalki „Tęcza” na Teatr Lalki „Tęcza” w Słupsku.
Teatr jest instytucją kultury prowadzona przez miasto Słupsk. Na podstawie specjalnej umowy instytucją współprowadzącą jest Minister Kultury i Dziedzictwa Narodowego. Obowiązuje ona do 31 grudnia 2025 roku. Minister Kultury i Dziedzictwa Narodowego przez ten okres będzie przekazywać teatrowi dotację nie mniejszej niż 500 000 zł rocznie.

## Działalność
- W 2001 roku teatr zorganizował X Międzynarodowy Festiwal Teatrów Lalek Krajów Nadbałtyckich, połączony z obchodami 55–lecia teatru[7]
- W 2003 roku Teatr zorganizował Międzynarodowy Festiwal Teatrów Lalek Krajów Kandydujących do Unii Europejskiej „EUROFEST”[5]. Jego dwie kolejne edycje, pod nazwą Międzynarodowy Festiwal Teatrów Lalek Krajów Unii Europejskiej im. Roberta Schumana EUROFEST miały miejsce w 2009[8][7] i 2012 roku[9].
- W 2022 roku zorganizowano wystawę Młodej Scenografii w ramach Festiwalu Plastyki Teatrów Lalki i Formy Słupsk-Ustka dla studentów i absolwentów kierunków/pracowni scenograficznych i kostiumograficznych na który mogli ono zgłosić nie tylko prace związane z teatrem lalek, ale też realizacje związane z teatrem dramatycznym lub nurtem OFF[10]. W 2023 roku wystawa nie została zorganizowana z powodu zmiany terminu Festiwalu ( przesunięcie o rok)[11].
- Pracownia Edukacji Teatralnej organizuje warsztaty dla nauczycieli[12], lalkarsko-aktorskie dla dzieci[13] oraz warsztaty rodzinne[14].
- We współpracy z Miejską Biblioteką Publiczną powstało Wirtualne Muzeum Lalkarstwa[15][16][17].

## Dyrektorzy
- Elzbieta i Tadeusz Czaplińscy (1946 – 1966)[1]
- Julianna Całkowa ( 1966–1969)[1]
- Stefan Świętak ( 1 września  1969 – 30 września 1970)[1]
- Jerzy Miszczyszyn ( 1970 – 1973)[1]
- Stanisław Mirecki (1973 – 1991)[1]
- Małgorzata Kamińska-Sobczyk (1993 – 2015)[3]
- Michał Tramer (2015 –  )